# Kirrberg
Kirrberg é uma comuna francesa na região administrativa de Grande Leste, no departamento Baixo Reno. Estende-se por uma área de 6,38 km². Em 2010 a comuna tinha 150 habitantes (densidade: 23,5 hab./km²).